# Bruno Grimschitz
Bruno Grimschitz (* 23. April 1892 in Moosburg (Kärnten), Österreich-Ungarn; † 13. Juni 1964 in Wien) war ein österreichischer Kunsthistoriker und Museumsleiter. 

## Leben
Bruno Grimschitz studierte ab 1910 Kunstgeschichte an der Universität Wien bei Max Dvořák und besuchte das Institut für Österreichische Geschichtsforschung. Während seines Studiums wurde er 1912 Mitglied der Landsmannschaft Kärnten Wien. Von 1914 bis 1918 nahm er als Frontoffizier am Ersten Weltkrieg teil. 1918 schloss er das Studium mit der Dissertation zum Thema Die künstlerische Entwicklung Johann Lucas von Hildebrandts ab. Seine berufliche Tätigkeit begann er 1919 als wissenschaftliche Hilfskraft an der Österreichischen Galerie Belvedere in Wien, wo er 1928 Kustos wurde. 1932 folgte die Habilitation an der Technischen Universität Wien und 1937 an der Universität Wien. Am 18. Mai 1938 beantragte er die Aufnahme in die NSDAP und wurde rückwirkend zum 1. Mai desselben Jahres aufgenommen (Mitgliedsnummer 6.288.429). Von 1939 bis 1945 war Grimschitz Direktor der Österreichischen Galerie. Zudem leitete er 1940–1941 die Gemäldegalerie im Wiener Kunsthistorischen Museum.
Ihm gelang es, dass Werke von so genannter „Entarteter Kunst“ während seiner Amtszeit in den Museen verblieben. Seine Rolle in der nationalsozialistischen Zeit beschrieb der Journalist Hubertus Czernin als die eines Hauptakteurs bei der „Arisierung“ der privaten Wiener Kunstsammlungen. Entsprechend konnten die von ihm geleiteten Museen den Sammlungsbestand erheblich erweitern. 1944 erhielt er die Ernennung zum außerordentlichen Professor an der Universität Wien. Nach Ende des Zweiten Weltkriegs wurde Grimschitz aller Ämter enthoben. Seine Lehrerlaubnis erhielt er 1956 zurück und hatte sie bis 1963 inne. Er veröffentlichte zahlreiche Schriften, vor allem zum Wiener Barock und zur Kunst des 19. Jahrhunderts in Österreich.

## Veröffentlichungen (Auswahl)
- Das Wiener Belvedere. Hölzel, Wien 1920.
- Joh. Lucas von Hildebrandts künstlerische Entwicklung bis zum Jahre 1725. Hölzel, Wien 1922.
- mit Moritz Dreger: Johann Lucas von Hildebrandts Kirchenbauten. Filser, Augsburg 1929.
- Das Belvedere in Wien. Wolfrum, Wien 1946.
- Wiener Barockpaläste (mit Lichtbildern von Eva Kraft). Wiener Verlag, Wien 1947.
- Ferdinand Georg Waldmüller. Welz, Salzburg 1957.
- Die Altwiener Maler. Wolfrum, Wien 1961.
- Österreichische Maler vom Biedermeier zur Moderne. Wolfrum, Wien 1963.